# Czarny czwartek (film)
Czarny czwartek (lub Czarny czwartek. Janek Wiśniewski padł) – polski film dramatyczny z roku 2011 w reżyserii Antoniego Krauzego.
Okres zdjęciowy: 16 lutego – 31 marca 2010.

## Fabuła
Film stanowi rekonstrukcję wydarzeń z czwartku 17 grudnia 1970 roku. Opowiada o losach pracownika Stoczni im. Komuny Paryskiej w Gdyni, Brunona Drywy i jego rodziny. W filmie wykorzystano Balladę o Janku Wiśniewskim, autorstwa Krzysztofa Dowgiałły, którą zaśpiewał Kazik Staszewski.

## Obsada[4]
- Marta Honzatko – Stefania Drywa
- Michał Kowalski – Brunon Drywa
- Marta Jankowska – Irena Drywa
- Cezary Rybiński – Leon Drywa
- Wojciech Tremiszewski – współlokator
- Wojciech Pszoniak – Władysław Gomułka
- Piotr Fronczewski – Zenon Kliszko
- Piotr Garlicki – Józef Cyrankiewicz
- Witold Dębicki – Mieczysław Moczar
- Maciej Półtorak – uczestnik pochodu, który przy ul. Podjazd krzyczał do żołnierza: „Strzelaj do Polaka!”. Jego postać jest głównym motywem plakatu filmowego.
- Wojciech Namiotko – kolega Drywy
- Grzegorz Gzyl – Jan Mariański
- Karolina Piechota – sekretarka
- Mateusz Deskiewicz – Adam Gotner, postrzelony serią z karabinu maszynowego
- Justyna Bartoszewicz – pielęgniarka w szpitalu
- Magdalena Bochan-Jachimek – pielęgniarka w szpitalu
- Beata Buczek-Żarnecka – lekarka w szpitalu
- Maciej Brzoska – lekarz
- Krzysztof Kowalski – Wiesław Kasprzycki, przechodzień skatowany przez milicjantów
- Mirosław Krawczyk – Alojzy Karkoszka
- Piotr Michalski – uczestnik posiedzenia KW PZPR w Gdańsku
- Bernard Szyc – wiceadmirał Ludwik Janczyszyn, dowódca Marynarki Wojennej
- Tomasz Ziętek – Zbyszek Godlewski (Janek Wiśniewski)
- Janusz Chlebowski – zomowiec pałujący demonstrantów przed Miejską Radą Narodową
- Marek Sołek – stoczniowiec zastrzelony na moście
- Anna Kociarz – żona taksówkarza
- Dorota Lulka – sąsiadka Drywów
- Jacek Kałucki – Marian Spychalski
- Marek Richter – sierżant ZOMO
- Sławomir Orzechowski – Stefan Olszowski

## Galeria scen z planu

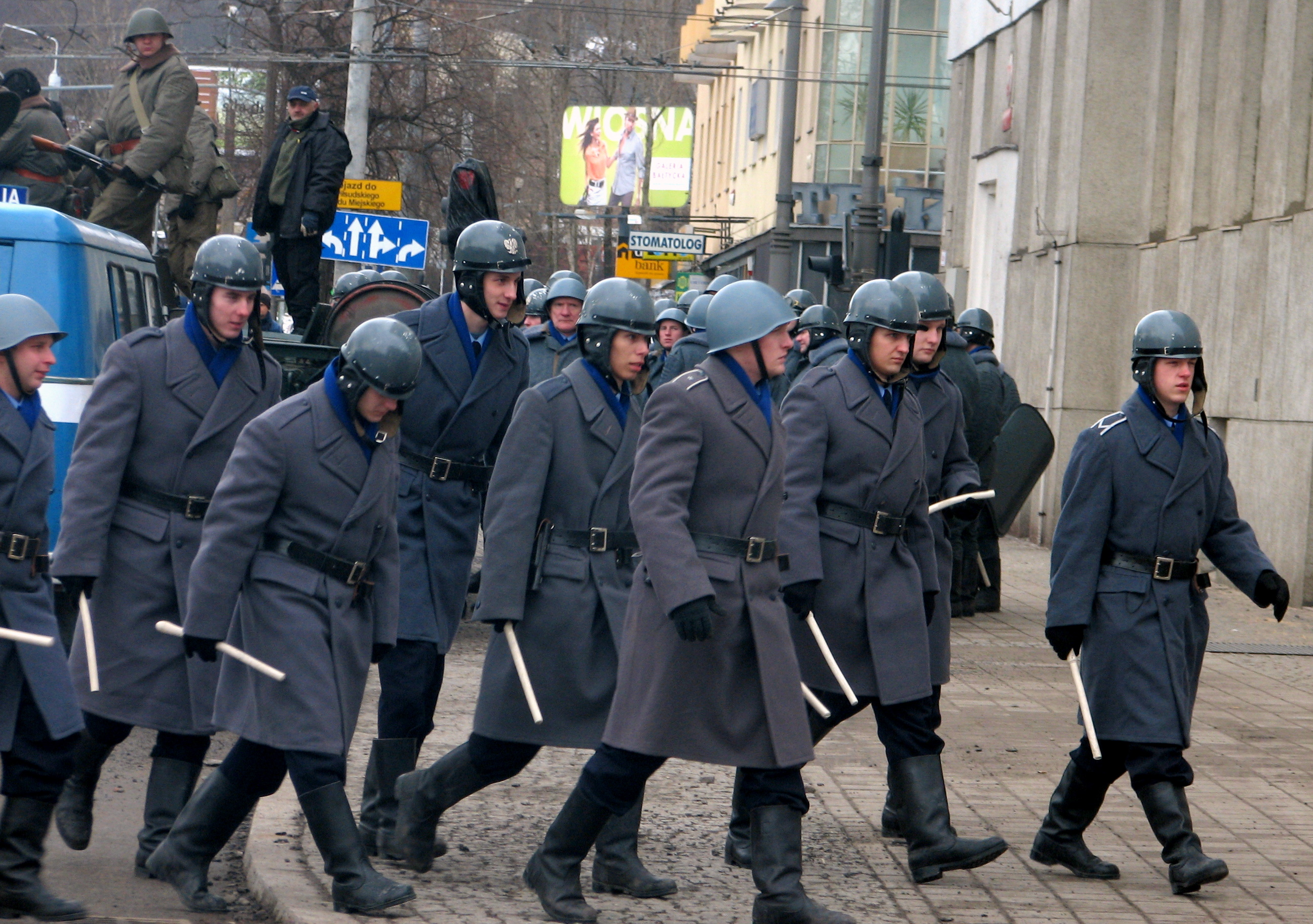
Milicjanci w grudniu 1970
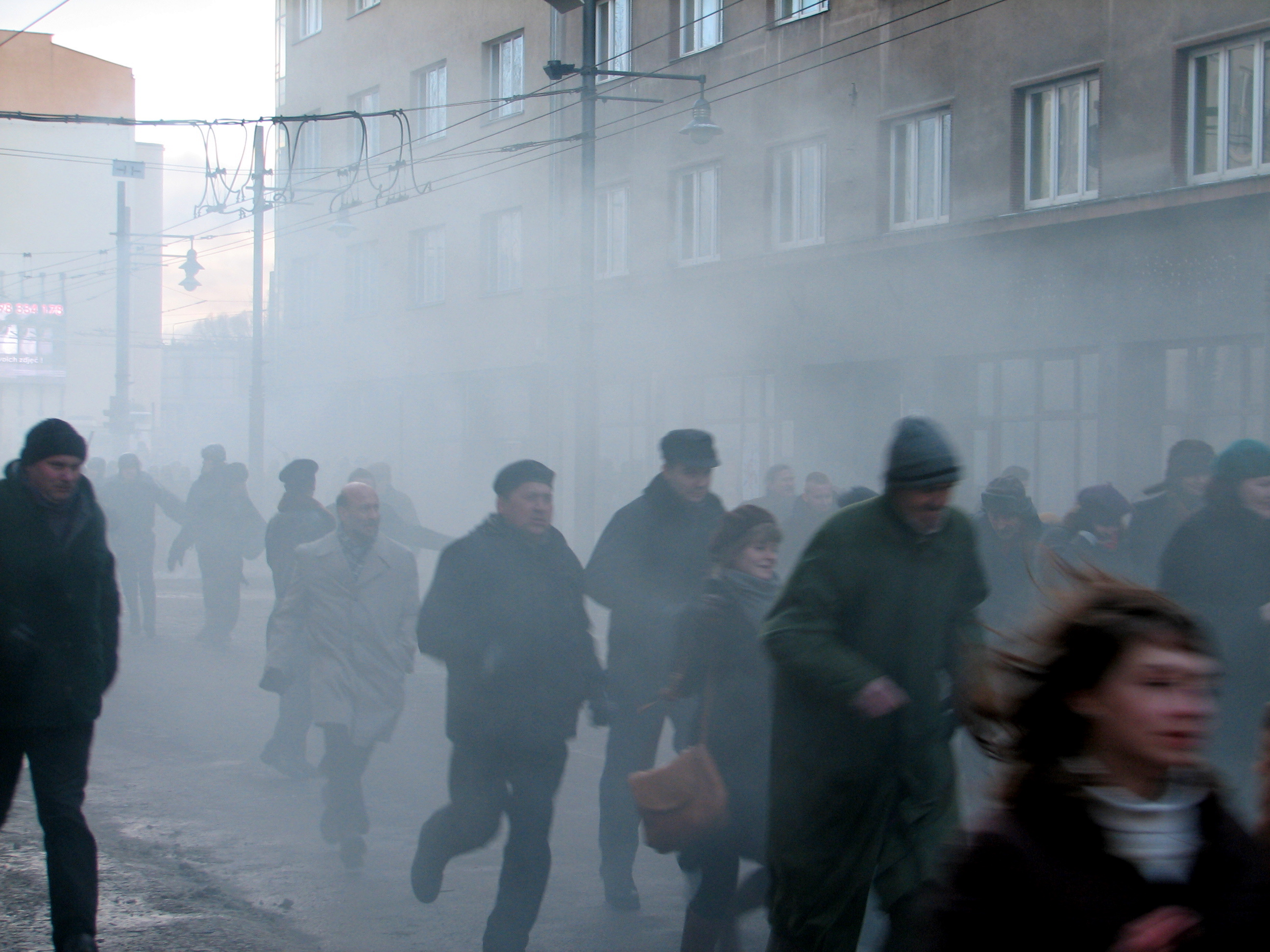
Gaz łzawiący w grudniu
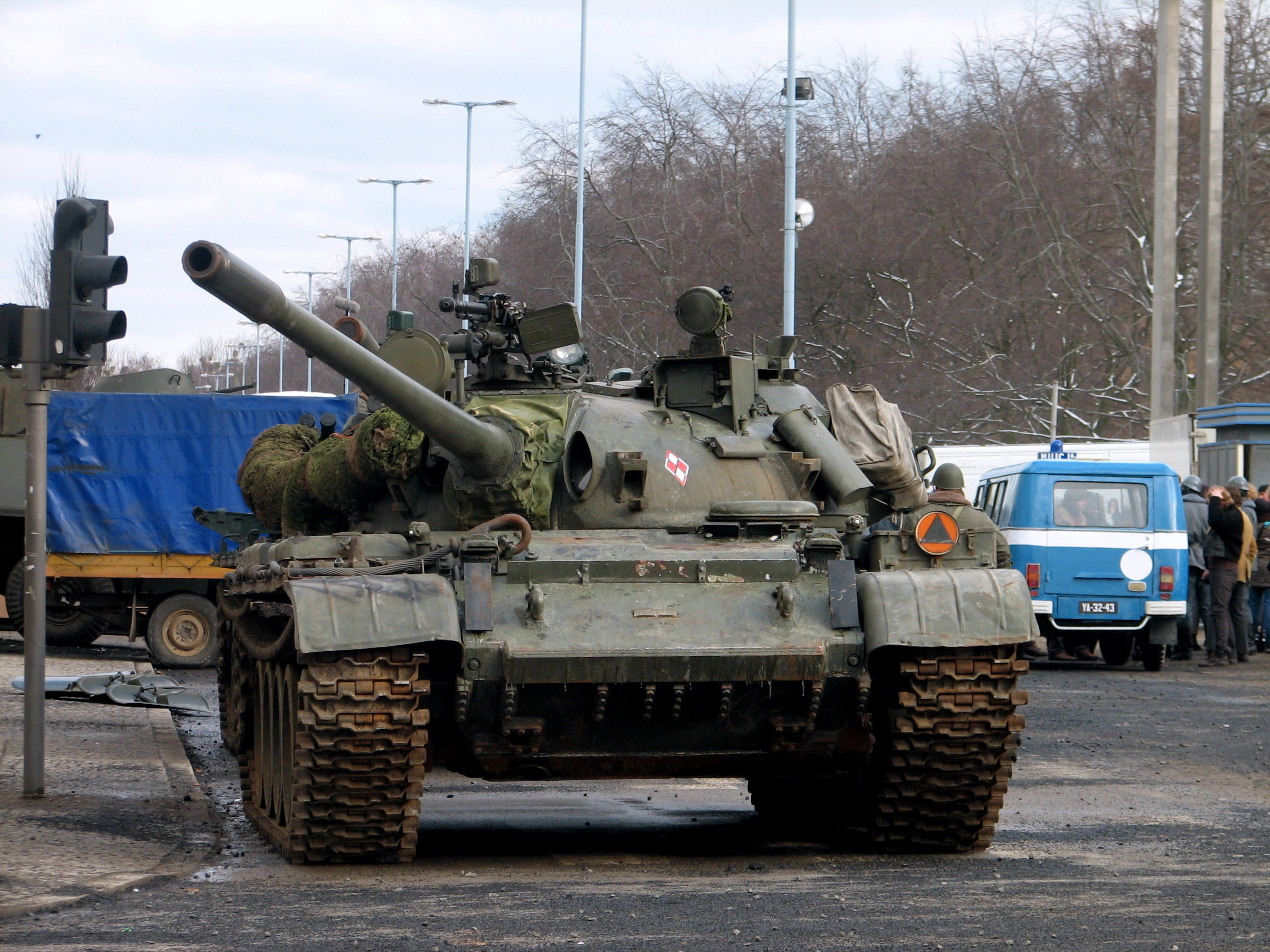
Czołg w grudniu 1970
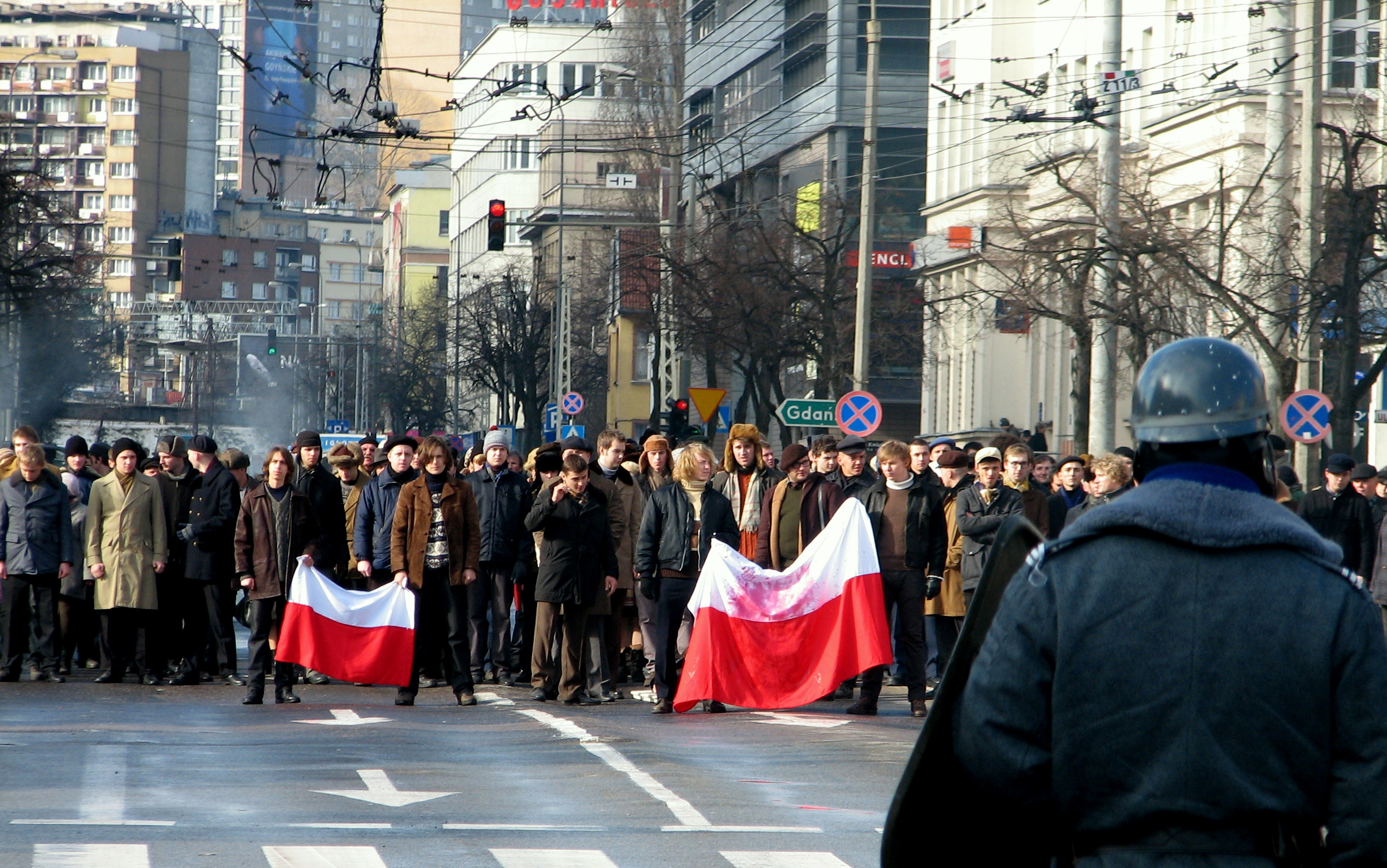
Pochód w centrum Gdyni, 17 grudnia 1970
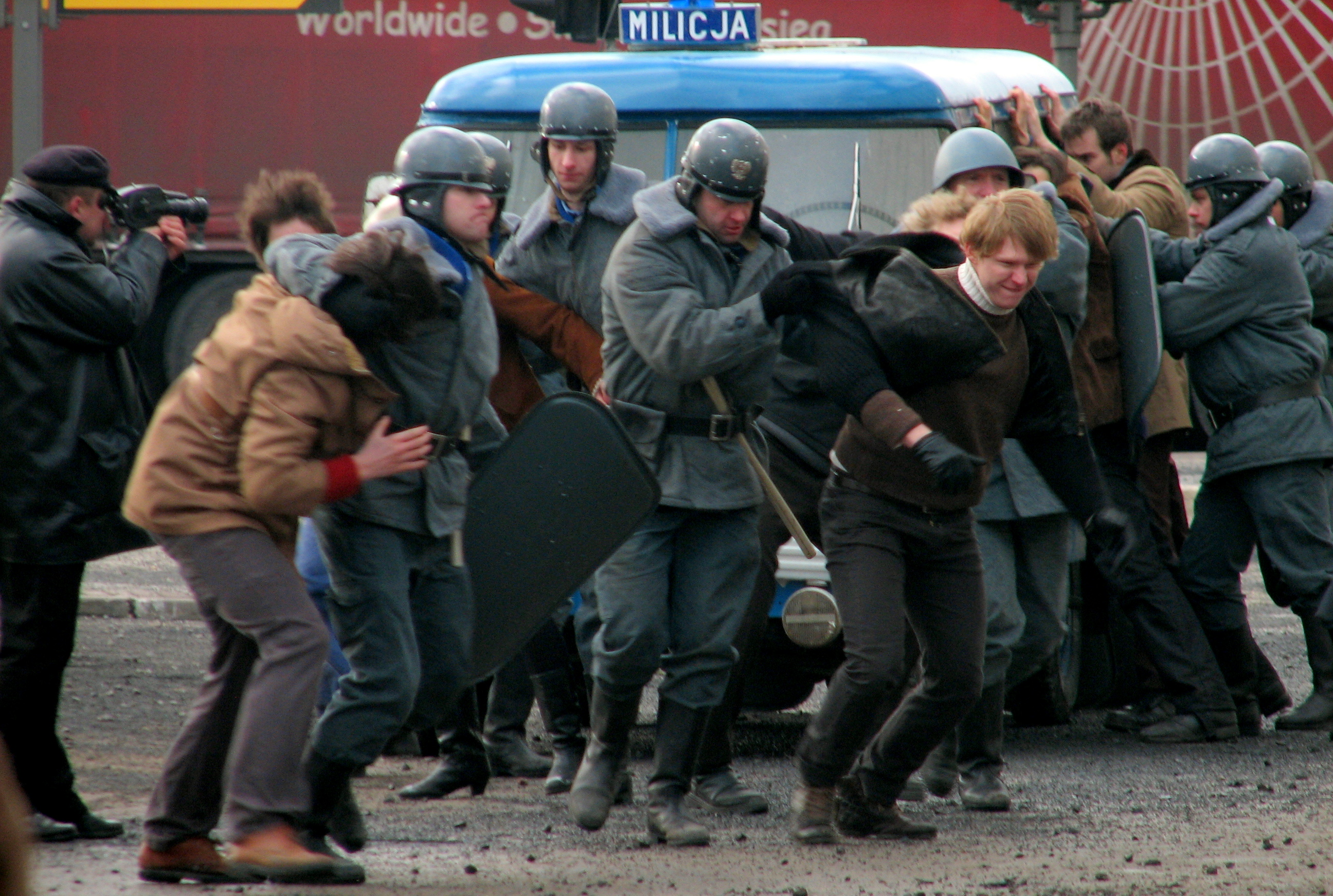
Pacyfikacja demonstracji przez milicję w grudniu 1970
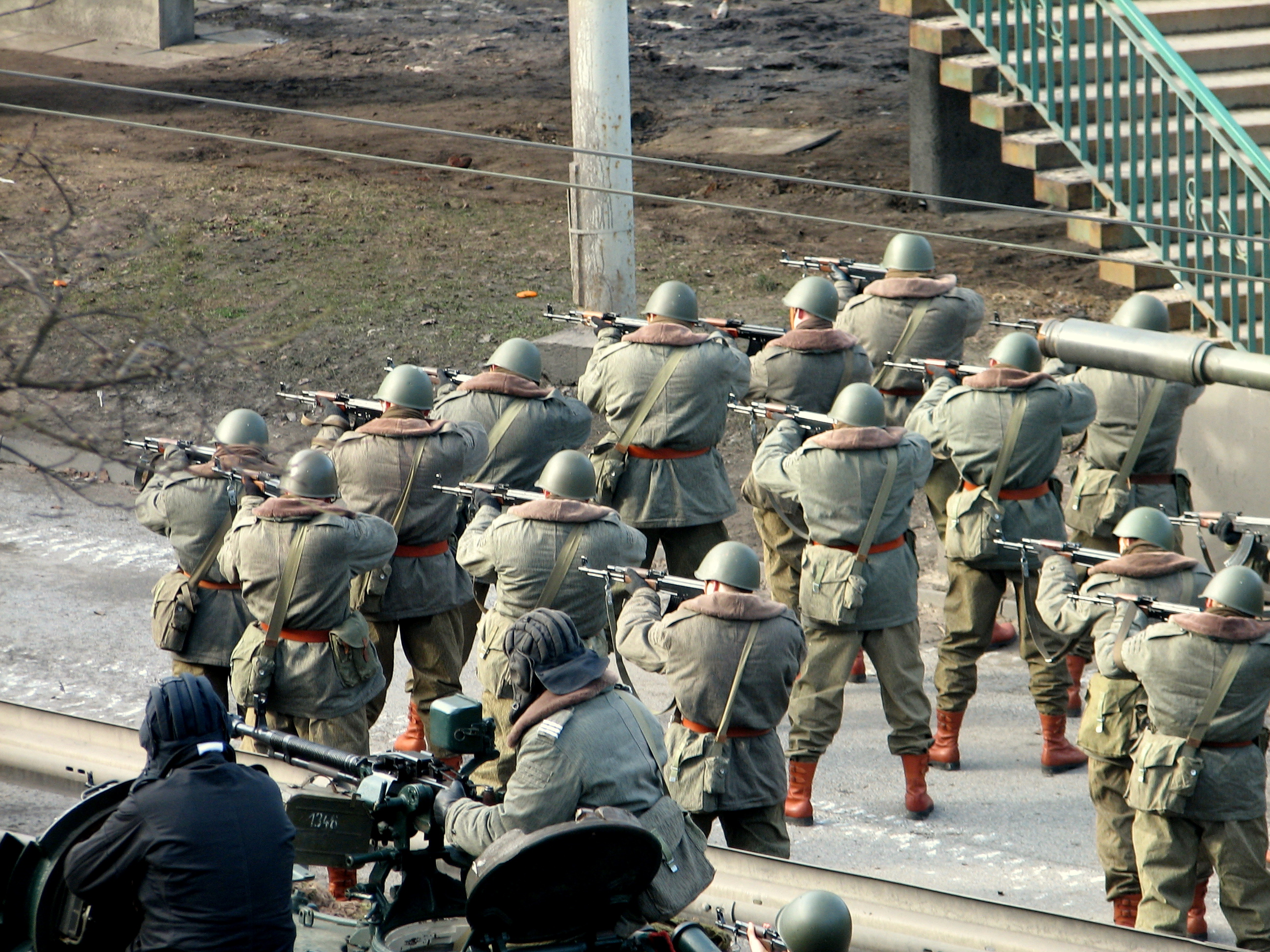
Wojsko w grudniu 1970
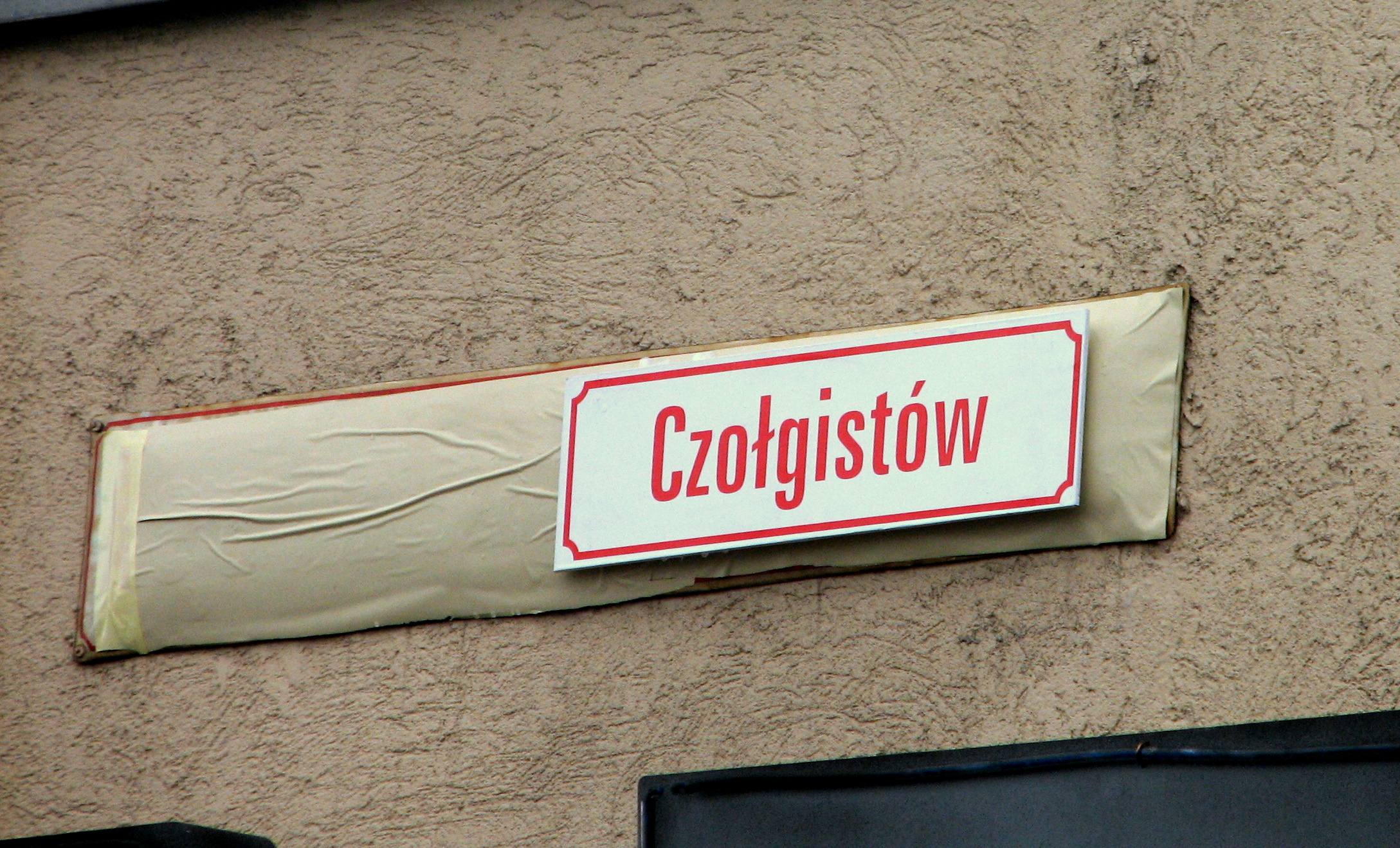
Element dekoracji. Za PRL, Aleja Józefa Piłsudskiego nazywała się Czołgistów. Współczesną tablicę zaklejono pod kolor elewacji.